# Цеханувский повет
Цехановский повет (пол. Powiat ciechanowski) — повет (район) в Польше, входит как административная единица в Мазовецкое воеводство. Центр повета — город Цеханув. Занимает площадь 1062,62 км². Население — 91 502 человека (на 2005 год).
Состав повята:
- города: Цеханув, Глиноецк
- городские гмины: Цеханув
- городско-сельские гмины: Гмина Глиноецк
- сельские гмины: Гмина Цеханув, Гмина Голымин-Осьродек, Гмина Грудуск, Гмина Ойжень, Гмина Опиногура-Гурна, Гмина Регимин, Гмина Соньск

## Демография
Население повета дано на 2005 год.
| Перепись            | Всего  | Всего | Женщины | Женщины | Мужчины | Мужчины |
| ------------------- | ------ | ----- | ------- | ------- | ------- | ------- |
|                     | чел.   | %     | чел.    | %       | чел.    | %       |
| Всего               | 91 502 | 100   | 46 620  | 50,9    | 44 882  | 49,1    |
| Городское население | 49 204 | 100   | 25 716  | 52,3    | 23 488  | 47,7    |
| Сельское население  | 42 298 | 100   | 20 904  | 49,4    | 21 394  | 50,6    |